# Abdelouahab Tizarouine
Abdelouahab Tizarouine (en arabe : عبد الوهاب تيزروين) est un footballeur international algérien né le 11 novembre 1971 à Oum El Bouaghi. Il évoluait au poste de défenseur.

## Biographie

### En club
Il évolue en première division algérienne avec son club formateur, l'US Chaouia où il a été champion d'Algérie en 1994, l'USM Alger et le MO Constantine.

### En équipe nationale
Il honore six sélections en équipe d'Algérie en 1997. Son premier match avec Les Verts a eu lieu le 26 janvier 1997 contre le Mali (défaite 1-0). Son dernier match a eu lieu le 26 juillet 1997 contre le Bénin (victoire 2-0).

## Palmarès
| US Chaouia - Championnat d'Algérie (1) : - Champion : 1993-94. - Supercoupe d'Algérie (1) : - Vainqueur : 1994. |  | USM Alger - Coupe d'Algérie (1) : - Vainqueur : 2000-01. |